# Генцковце
Генцковце (словац. Henckovce) — село в окрузі Рожнява Кошицького краю Словаччини, історична область Гемера. Площа села 10,03 км². Станом на 31 грудня 2016 року в селі проживало 450 жителів.

## Історія
Перші згадки про село датуються 1470 роком.

## Населення
| Рік:            | 1994. | 2004.    | 2014.   | 2024.    |
| --------------- | ----- | -------- | ------- | -------- |
| Кількість осіб: | 392   | 433      | 439     | 387      |
| Різниця:        |       | +10,45 % | +1,38 % | -11,84 % |

| Рік:            | 2023. | 2024.   |
| --------------- | ----- | ------- |
| Кількість осіб: | 399   | 387     |
| Різниця:        |       | -3,00 % |